# Maia (nome)
Maia  è un nome proprio di persona italiano femminile.

## Varianti
- Femminili: Maja, Maya[senza fonte]
- Maschili: Maio[senza fonte]

## Origine e diffusione

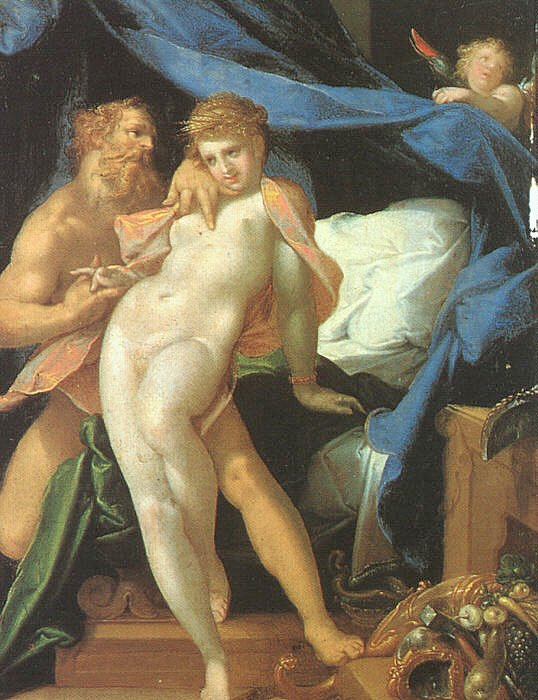
Vulcano e Maia, di Bartholomäus Spranger

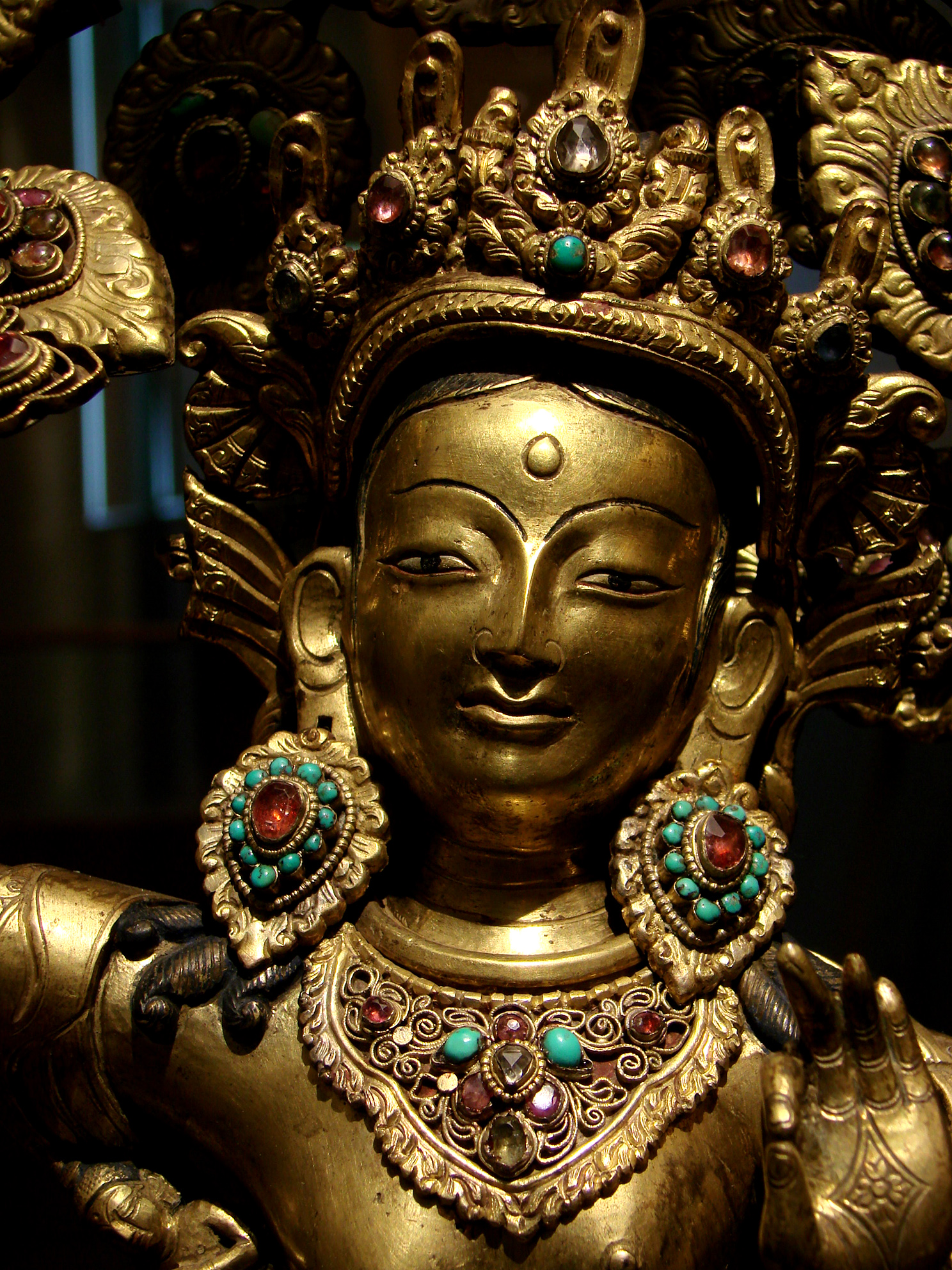
Statua raffigurante la Regina Maya

Tanto il nome "Maia" quanto le sue varianti "Maja" e "Maya" possono avere differenti origini, tutte valide, identificanti cioè nomi omografi provenienti da diverse culture:
Maia
- Nome ripreso dalla mitologia greca, dove era portato da una delle Pleiadi, Maia[1]; è scritto in greco Μαῖα ed il significato è ignoto, forse "nutrice", "madre" (derivato dal suono onomatopeico fatto dai neonati, come "mamma")[2][3]. È in uso anche in georgiano, scritto მაია (Maia o Majja)[1]. Da questa figura prendono il nome sia la stella Maia che l'asteroide 66 Maja; per significato, questo nome può essere accostato all'ungherese Emese
- Nome proveniente dalla mitologia romana, dove era portato dalla dea della primavera moglie di Vulcano, Maia[4]. Il suo nome in latino significa "colei che porta crescita"[2] oppure "colei che è grande"[4][5] (correlato a Magno, "grande"[2]); da qui deriva il nome del mese di maggio[4][5]
- Forma basca del nome Maria[6]

Maja
- Nome polacco, tedesco, scandinavo, croato, sloveno e serbo (in cirillico Маја, Maja), variante di Maia (etimologia greca)[7]. Ha una forma maschile in sloveno, Maj, che potrebbe anche essere derivata dal nome del mese di maggio in tale lingua[8]
- Nome proprio delle lingue già citate, ma costituente una forma diminutiva di Maria[9]

Maya
- Nome indiano, basato sul sanscrito माया (maya) che significa "illusione": è un nome alternativo della dea Durgā e venne portato anche dalla madre del Gautama Buddha, la regina Maya[10]
- Nome inglese, variante di Maia (etimologia greca); può anche fare riferimento al popolo Maya[11]
- Nome ebraico, scritto in tale lingua מַיָּה (Maia) e basato su מַיִם (mayim), che significa "acqua"[12]

## Onomastico
Nessuna santa porta questo nome, che quindi è adespota; l'onomastico si può festeggiare il giorno di Ognissanti, il 1º novembre, o alternativamente lo stesso giorno di Maria, di cui può costituire una variante.

## Persone
- Maia Chiburdanidze, scacchista georgiana
- Maia Mitchell, attrice australiana
- Maia Morgenstern, attrice rumena

### Variante Maja
- Maja Erkič, cestista slovena
- Maja Keuc, cantante slovena
- Maja Maranow, attrice tedesca
- Maja Miljković, cestista serba
- Maja Ognjenović, pallavolista serba
- Maja Poljak, pallavolista croata
- Maja Vidmar, arrampicatrice slovena

### Variante Maya
- Maya Angelou, poetessa, attrice e ballerina statunitense
- Maya Deren, regista statunitense
- Maya Hazen, attrice giapponese
- Maya Lin, scultrice statunitense
- Maya Moore, cestista statunitense
- Maya Nakanishi, atleta paralimpica giapponese
- Maya Okamoto, doppiatrice giapponese
- Maya Rudolph, attrice, comica e cantante statunitense
- Maya Sansa, attrice italiana
- Maya Zankoul, scrittrice, artista, giornalista e artista visiva libanese

### Altre varianti
- Majja Michajlovna Pliseckaja, ballerina sovietica
- Maaja Ranniku, scacchista estone

## Il nome nelle arti
- Maia è un personaggio della serie animata L'ape Maia.
- Maya è un personaggio mutaforma della serie televisiva Spazio 1999, presente nella seconda stagione.
- Maya Fey è un personaggio della serie di videogiochi Ace Attorney.
- Maia Fritzenwalden è un personaggio della serie televisiva Flor - Speciale come te.
- Maya Herrera è un personaggio della serie televisiva Heroes.
- Maya Horiara è un personaggio della serie manga Streghe per amore.
- Maya Ibuki è un personaggio della serie anime Neon Genesis Evangelion.
- Maya Kitajima è un personaggio della serie manga Il grande sogno di Maya.
- Maya Lopez è un personaggio dei fumetti Marvel Comics.
- Maya Marini è un personaggio della serie televisiva Tutti pazzi per amore.
- Maya Natsume è un personaggio della serie manga e anime Inferno e paradiso.
- Maia Ruthledge Skouris è un personaggio della serie televisiva 4400.
- Maya Sterling è un personaggio della serie animata Robotech.